# Коли співають солов'ї
«Коли́ співа́ють солов'ї́» — український радянський художній фільм, знятий у 1956 році режисером Євгеном Брюнчугіним на Київській студії художніх фільмів.

## Сюжет
Головна героїня фільму — Мар'яна Куделя, найкраща доярка колгоспу «Труд», активно критикує голову колгоспу консерватора Тимофія Тимофійовича Завірюху, за що й приставлена працювати біля найгірших корів колгоспу.
На противагу їй доярка Катя Квітко — рекордсменка з надоїв, яку всіляко підтримує голова колгоспу. Катя, зайнята громадськими справами, мало приділяє уваги своїм безпосереднім обов'язкам, свариться із закоханим у неї зоотехніком Василем Морозом, з подругою Мар'яною. Внаслідок цього через її недолугість гине корова-рекордистка Чарівниця.
В цей час Мар'яна наполегливо працює з ранку до ночі й незабаром виходить на перше місце. Катруся ж займає лише п'яте.
Попри те, що Мар'яна закохана у Василя, вона, тим не менш, допомагає йому та Катрусі знову знайти одне одного…

## Ролі та виконавці
- Надія Чередниченко — Катруся Квітка
- Ада Роговцева — Мар'яна Куделя
- Валентин Грудинін — Тимофій Тимофійович Завірюха, голова колгоспу
- Юрій Мажуга — Василь Захарович Мороз, зоотехнік
- Дмитро Дубов — Федір
- Віктор Мягкий — Олександр Іванович, секретар райкому
- Антон Дунайський — Остапович
- Нонна Копержинська — Устина
- Софія Карамаш — Демидівна, мати Катрусі
- Ольга Ножкіна — Горпина Опанасівна, мати Мар'яни
- Олег Борисов — Кузя, водій голови колгоспу
- Валентина Куценко — Варька
- Юрій Лисенко — Панас, комірник
- Ігор Новаков — Микола
- Леонід Данчишин — Петро
- Дмитро Капка — пастух

## Творча група
- Автор сценарію: Лідія Компанієць
- Режисер: Євген Брюнчугін
- Оператор: Вадим Верещак
- Композитор: Сергій Жданов